# イレーナ・ヴァイソワ
イレーナ・ヴァイソワ、通称"アネリ"（Irena Weissowa, pseud. Aneri）は、ポーランドの画家でありヴォイチェフ・ヴァイスの配偶者。1888年10月1日ウッチ生まれ、1981年3月20日クラクフ没。
ポーランド中央部の都市ウッチにヴィクトル（Wiktor）とバルビナ（Balbina）のシルベルベルク（Silberberg）夫妻のもとに生まれたイレーナは、1906年よりワルシャワ美術アカデミー（波: Szkoła Sztuk Pięknych w Warszawie シュコワ・シュトゥク・ピェンクヌフ・ヴ・ヴァルシャヴィエ; 英: Academy of Fine Arts in Warsaw(英語版)）にてコンラッド・クシュジャノフスキ（Konrad Krzyżanowski(英語版)）、カロル・ティチ（Karol Tichy(ポーランド語版)）、クサヴェル・ドゥニコフスキ（Xawery Dunikowski(英語版)）らの元で絵画および彫刻を学ぶ。
1906–1907年の間、ミュンヘンへ赴きハンガリー人美術指導者ホローシ・シモン（Simon Hollósy）のスタジオに所属。1907年にクラクフに移りカノニツァ通り（Ulica Kanonicza ウリツァ・カノニチャ(英語版)）で開かれていたヴォイチェフ・ヴァイスのレッスンに参加、絵画における光と色に対する知見をひろげた。ここでイレーナはヴォイチェフ・ヴァイスとの関係を深め、のちの1908年に結婚。カルヴァリア・ゼブジドフスカにある彼のホリデーハウスにはよく足を運んだ。
1913年に彼女はヴェネツィアへ向かい、その町が垣間見せる雰囲気のすべてを落とし込んだ傑作であるヴェドゥータ（＝都市景観画）を描き上げ、1914年からの第1次世界大戦中にはウィーン応用美術大学で勉強に励んだ。
1925年より、夏にはほとんど毎年妹のマリエとともにニースのコートダジュールで過ごすようになる。海岸、浜辺、赤土の大地に散在するブドウ園、ヤシの木とその木陰に佇む白壁の家々などのモチーフに溢れたヴィルフランシュ＝シュル＝メールやモンテカルロを描き続けたイレーナのパレットは、豊富な色で満たされるようになった。
彼女は本名である"Irena"イレーナのモノグラムである"Aneri"アネリという通称を、夫ヴォイチェフ・ヴァイスとの混同を避ける意味においても好んでよく用いていた。
イレーナがよくモチーフに選んだのは風景や花のある静物であったが、室内肖像画なども好んで描き、ステンドグラスやモザイクの意匠も手掛けた。ポーランド人芸術家協会"Sztuka"シュトゥカ（Society of Polish Artists "Sztuka"(英語版)）など多くの展覧会にも参加していた。